# Dichrorampha infuscata
Dichrorampha infuscata is een vlinder uit de familie bladrollers (Tortricidae). De wetenschappelijke naam is voor het eerst geldig gepubliceerd in 1960 door Danilevsky.
De soort komt voor in Europa.